# 日本国宪法
《日本國憲法》是日本現行憲法，通稱為《戰後憲法》、《昭和憲法》、《和平憲法》，於1946年11月3日公佈、1947年5月3日起施行。該憲法是日本政府在二戰戰敗投降之後的盟軍佔領時期所制定的，以取代原有的《大日本帝國憲法》，其中駐日盟軍總司令部（GHQ）在該憲法的撰寫中居於主導的角色。其為迄今世界施行最久且未經修改的憲法，由於施行以來從未修改，因此仍存有昔日在日語上使用的習慣，例如保留歷史假名遣、內文的漢字以舊字體書寫等。
《日本國憲法》採用自由民主的君主立憲制，取代舊憲法所施行之二元制君主立憲制的政治體制，以國民主權（主權在民）為原則將天皇權力架空，確立國會、以總理大臣（首相）為首的內閣、裁判所三權分立的國家統治機構模式，政府的統治權力也來自人民的認可才有效，明文保障人的基本權利。根據此憲法，天皇是日本國家與國民的象徵，只能扮演純粹儀式上的角色，即所謂的「象徵天皇制」。此憲法較為著名的地方是在於第9條禁止日本擁有軍隊，並規定日本以和平主義放棄宣戰與放棄保有戰爭武力的權利，成為不戰國家，緣此該憲法被稱為「和平憲法」。整體來說憲法立法過程受到美國與近代日本史的很大影響，將戰前強調軍國主義思想等問題進行封堵，使和平主義、國民主權、對人權的尊重被列為現代日本的基本國策，被稱作日本國憲法的「三大要素」。

## 沿革

### 草擬前
日本首部現代憲法是《大日本帝國憲法》，頒行於1889年，在明治維新時期獲通過，是根據普魯士模式所建立出來的一套二元制君主立宪制。在該憲法中，天皇是一位活躍的統治者及擁有相當的政治權力，但國家財政預算的批核權力在國會手上。1945年7月26日，同盟國領袖邱吉爾、杜魯門及斯大林發表了《波茨坦宣言》，要求日本無條件投降。該宣言第10條界定了日本投降後，同盟國佔領的主要目標：「日本政府要解除在日本中人民之民主的所有障礙，言論自由、宗教自由、思想自由及基本人權將會被確立。」此外，文件中第12條寫到：「當這些目標已達到及這裡建立了建構於日本人自由表達的意願而同時傾向和平及負責任的政府時，佔領的同盟國將撤出日本。」同盟國不單是要向這個軍國主義敵人尋求懲罰和賠款，還有在政治制度上根本的改變。政治學者罗伯特·E·沃德（Robert E. Ward）言：「這次佔領或許是世界歷史上最精心的計策，由外來勢力所指導大規模的政治改革行動。」

### 草擬過程
《波茨坦宣言》的內容和駐日盟軍總司令麥克阿瑟在日本投降初期所採取的措施都顯示出，麥帥與在華府的上級都不打算單方面地在日本實施新的政治制度。相反的，美國政府希望日本自行實施民主改革。但至1946年初，麥克阿瑟就在「編寫新憲法」這個最基本的問題上，與日本官員出現意見分歧。日本首相幣原喜重郎和他的許多同僚極不願意地採取激烈的手法——以一份含有自由思想的文件來取代明治憲法。1945年後期，幣原喜重郎成立了「憲法問題調查委員會」，並邀請美濃部達吉等一班學者進行修憲的諮詢。其中是由國務大臣松本烝治所提出的「憲法修改四原則」，大意如下：
1. 天皇總攬統治權的大原則不變。
2. 擴大議會權限，相對限縮天皇大權。
3. 國務大臣在國政上對議會負起全責。
4. 對人民自由、權利強化保障，在遭受侵害時給予充分之救濟。

1946年2月，委員會公布依上述原則的草案，仍然維持天皇主權、但不符《波茨坦宣言》的國民主權精神，麥克阿瑟認為這些過於保守，逐加以否決，並指示三原則：
1. 天皇為國家元首，其皇位世襲。依憲法行使職權，順應所體現國民基本之意志。
2. 廢除發動國家主權之戰爭。日本放棄以戰爭解決紛爭、甚至保護自己安全為手段。其防衛與保護委由當前世界正在推動國際和平之崇高理想，禁止設立陸海空三軍，並不賦予任何日本武力有交戰權。
3. 日本的封建制度予以廢止。貴族權利除皇族之外，止於現存之一代，今後在其任何國民或是公民政治權力之中無貴族特權。從而決定仿效英國的制度。

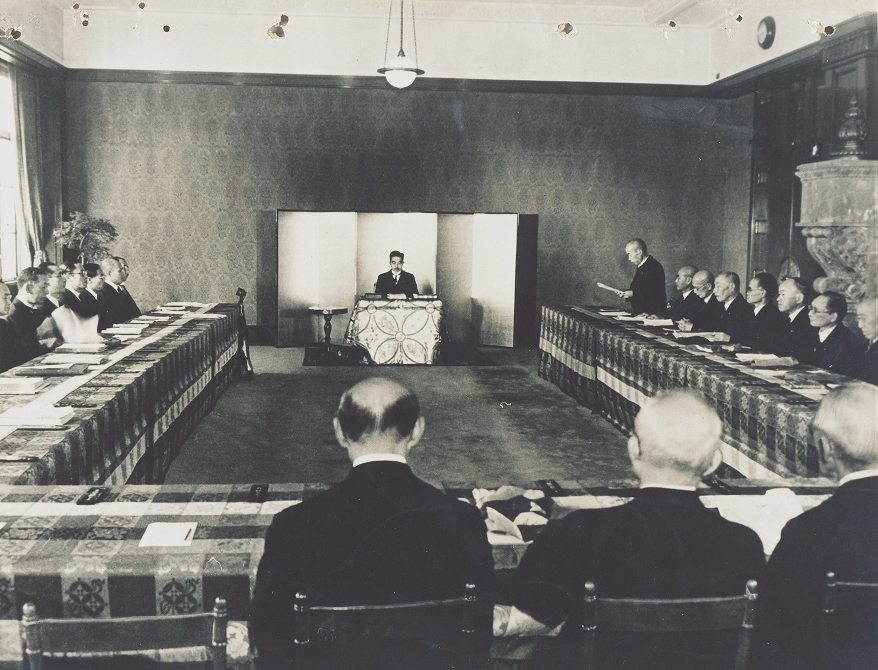
樞密院院會通過「修正帝國憲法改正案」

於是，命其驻日盟军总司令部（GHQ）成員自行草擬新憲法。文件中，大部分由兩位擁有法律學位的高級軍官——盟軍司令部法務官米罗·洛威尔中校與民政局局長考特尼·惠特尼准將所草擬。關於男女平等的章節，則由盟軍司令部文職雇員貝雅特·西洛塔·戈登所寫。雖然編者非日本人，但也參考明治憲法、民間憲法草案，徵詢了日本的律師及政治領袖（如幣原喜重郎和吉田茂）的意見。1946年2月13日，新憲法草案向日本官員公開。同年3月6日，政府向民眾公開了新憲法的綱目。同年4月10日，日本舉行選舉，選出將商議該憲法草案的第19屆帝國議會下議院。由於選舉法的改變，這是該國首個容許女性投票權的全民選舉。
GHQ草案欲施行一院制，但在日本人的堅持下改行兩院制，兩院皆由選舉產生。其他重要的是，日本政府在3月6日自行草擬的文件體現了2月13日所撰寫的文件的理念，這些包括憲法中最顯著的特徵：天皇的象徵性元首地位，人權與公民權之保障，以及放棄戰爭。

### 頒行

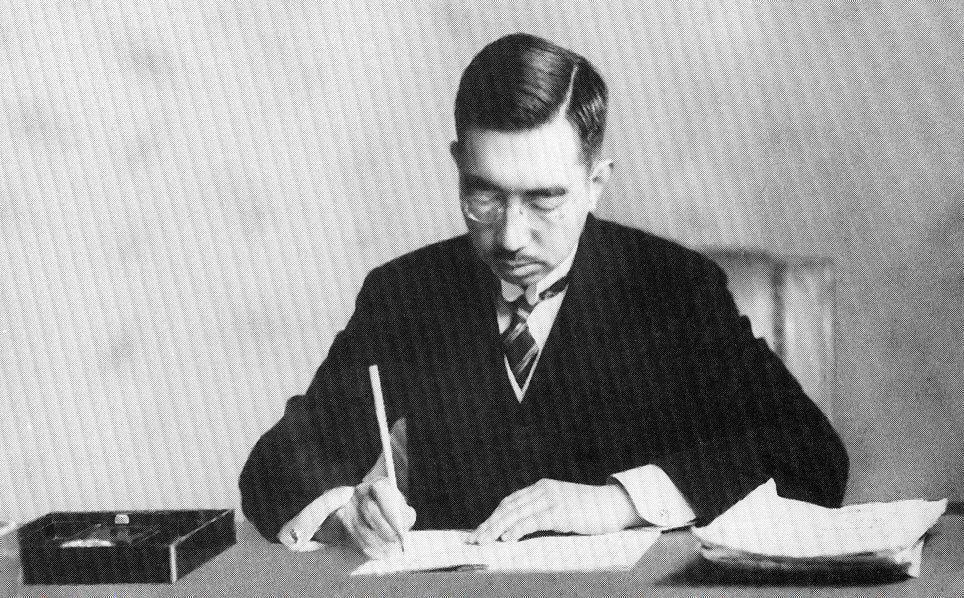
昭和天皇簽署《日本國憲法》

日本國憲法是根據明治憲法第73條的規定，透過修憲的方式制定的。明治憲法規定修憲案需由天皇以敕令的形式呈送帝國議會，並經過帝國議會兩議院三分之二議員的支持才可通過。昭和天皇在6月20日先將修憲案呈送眾議院後，經過兩院一些修改，貴族院在10月6日通過議案；在隨後一日，眾議院在只有5人反對的情況下通過議案。10月29日，樞密院院會，天皇親自出席，會中一致通過「修正帝國憲法改正案」，美濃部達吉與一名顧問官缺席；同日，得到昭和天皇的同意，成為正式法律。11月3日，在貴族院舉辦「日本國憲法公布紀念典禮」公布新憲法，並在皇居外苑舉辦「日本國憲法公布紀念祝賀都民大會」。根據規定，新憲法將六個月後（即1947年5月3日）生效。由於該憲法是麥克阿瑟所主導修改，因此經常被不滿者稱作為「麦克阿瑟憲法」或「麥元帥憲法」。

### 早期的修憲建議
如果麥克阿瑟按照日本政治人物以及憲法學者意願的話，新憲法將不會寫成。在1952年《舊金山和約》生效後，盟軍佔領時期結束，日本恢復主權之後，「憲法源自外國」的問題曾經引起爭議。但在1945年及1946年，已有許多憲法改革的公眾討論，麥克阿瑟的草擬很明顯是受到日本自由主義分子的思想所影響。麥克阿瑟的草擬並不打算推行美國式的總統制或聯邦制；相反的，草案採用英國式的議會制。這被日本自由主義分子視為取代歐陸式專制主義的明治憲法的最可行選擇。
1952年後，保守派及民族主義分子打算修改憲法，使之更日本化，但受一些原因所阻。一個原因是修憲較為困難，修憲動議須獲得國會兩院三分之二議員的支持才可交由人民進行公投（第96條）。還有，反對黨在國會佔有三分之一議席，主張維持現時憲法，不支持修憲。甚至對長期作為執政黨的自民黨黨員來說，憲法並無不利。在憲法框架下，他們可製造出附合他們利益的政策制定過程。就連在政治生涯中時常要求修訂憲法的中曾根康弘，在任職首相期間（1982年至1987年在任），也低調面對修憲議題。

## 基本理念
《日本國憲法》中時常被列舉的三大原則是：尊重基本人權、國民主權（主權在民）、和平主義（放棄戰爭）。日本政治以这三大原理及其中最基本的对个人（个人尊严）的尊重为基调运行。在三大原則當中，尊重基本人權是最根本的原則。正因為每個人各自得到作為人類最大限度的尊重，也因此各人的考慮在政治上不得不得到反映，需要國民主權（主權在民）。於是，在個人被尊重的前提下，不得不建立和平的國家及社會，和平主義（放棄戰爭）的原則也被採用了。

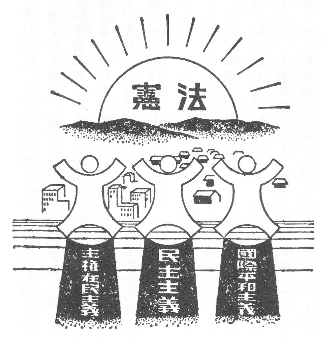
文部省在1947年發行的初中教科書《新憲法的故事》中，描述《日本國憲法》三大原則的插圖

三大原則當中的尊重基本人權及國民主權，就算在各國近代的憲法也受到重視。在其他國家的憲法中，許多時以三權分立代替和平主義。尊重基本人權的背後有自由主義，國民主權的背後有民主主義，這兩種主義融合以後，也稱為自由民主主義。這並不是把兩項主義的地位並列。自由民主主義是以自由主義為基礎，實現自由主義為手段，而採用民主主義；這是回應在民主之名下，並以多數作為依歸，大肆地蹂躪自由的苦痛歷史而建立出來的考慮方法。還有，自由主義以及尊重基本人權正是憲法中最重要的基礎要素。尊重基本人權，被視為根本法理、根本規範；即使是經過修憲，這些理念也被視為不容否認的共識。
即使維持尊重基本人權的理念，也有修正個別規定的可能性。例如，即使修改個別人權的規定，只要沒有否定尊重基本人權的內容，也是可以的。
故此，自由主義、民主主義及和平主義是作為《日本國憲法》背後的三大理念，被加以尊重、保障。另一方面，這三主義似乎也有自身對立的地方；比如，自由主義與公眾福利對立，民主主義與間接民主制對立，和平主義與行使自衛權對立。
以下對尊重基本人權、國民主權以及和平主義（放棄戰爭）加以說明。

### 尊重基本人權
尊重基本人權是對個人擁有人權的尊重，自由主義的表現。起初，是具有解放受國家壓迫自由的人民的重要意义。基本人權在憲法第3章具體地列舉出來。在該章所列舉的，是在憲法上受保障的人權。除了明文規定的權利外，也存在判例上所認許的人權（知情權、私隱權等）。為了避免權力肆意行使而壓抑個人的人權，統治機構於是設定至不使權力集中至一個機構（三權分立、地方自治）；為了不使個人受到摧殘，憲法就以自由主義為原則設立出來。
尊重基本人權，在舊時，就是要儘可能地人類的自由思想與活動，是以這樣的自由主義作為基調而成的政治理念。作為政治的基本理念的自由主義，就意味從依據國家權力而作出壓制中得來的自由。為了把這種從國家而來的自由展示出來，許多時稱立憲主義，這是在對國家權力不信任的前提下而來。在民主政治的實現過程中，排除藉國家權力而來的強制，並作為保障個人權利的理念而支持自由主義。自由主義，在政治上來說，是市民自由的擴大；經濟上來說，是維持自由政策；更進一步來說，正因為自由主義是以確保個人幸福為目的。但是隨著個人變成集體，自由主義被把握著為決定國家應走的路向。在《日本國憲法》，國家組織的規定和國民主權的考慮相互關連，沿襲著自由主義。
在現代，由於初期施行自由經濟政策產生貧富懸殊，自由主義受到社會權（所得的再分配）而來的修正。另外，隨著現代的民主主義強烈依存於對個人自由的保障，自由主義的重要性急速地増加；尤其是德國納粹黨在民主體系之下誕生，引致極大的禍害，也讓世人明白：不能保障國民自由的制度，即不能被說是民主主義。故此，自由與民主的主義變得密不可分，而成為立憲民主主義（自由民主主義）。即使在《日本國憲法》，在個人自由與國家之間出現衝突時，自由也被規定成優先的。

## 未来发展

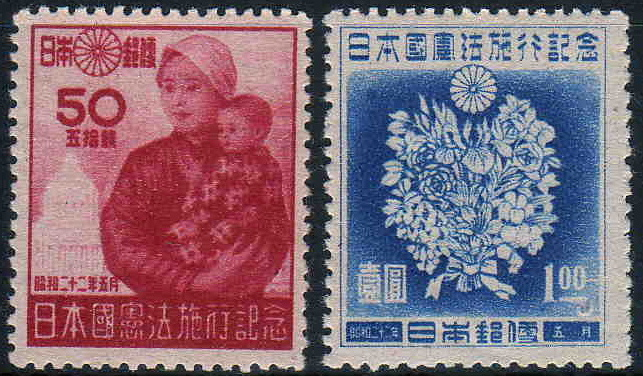
憲法紀念郵票

由於本法施行以來從未修改（是目前未修正的憲法中最久的），因而在憲法本文中仍存有昔日的日語使用的習慣，例如保留歷史假名遣、內文的漢字以舊字體書寫等，自然存在修憲問題。

### 修宪問題
自由民主黨（日本自民黨）自1955年成立以來，在日本最具影響力的政黨之一的大部分時間裡，大部分政見都提出了“現行憲法的修訂”。 
2012年，日本執政黨自民黨發起修憲提案、并倡议修订现行宪法，提出將否定集體自衛權的條文予以取消，以允許自衛隊到海外參與聯合國的維和及反恐行動，將自衛隊的目標設定為「本土防衛和國防保障」，並透過修改憲法條文促使日本成為正常化的主權國家。但修憲內容具有爭議性，因此在日本社會上引起一些疑慮。
自2012年日本眾議院大選後，新一届众议院议员支持修宪的比例则高达89%，之後降為約75%，意味着日本已經具备修憲的条件。
目前日本各大政黨對於是否贊成修憲、修憲的形式以及修憲的內容意見各不相同（这里仅就是否支持修改第九条进行总结）：
| 問題               | 贊成                                   | 反對                       |
| ------------------ | -------------------------------------- | -------------------------- |
| 修改第九条         | 自民黨、公明黨、日本维新会、国民民主党 | 立宪民主党、共产党、社民黨 |
| 改變憲法使用的日語 |                                        |                            |
| 其他               |                                        |                            |

如果換成其他主題，可能就有不一樣的狀態。或者呈現模糊地帶，例如修憲使某條現有含意強化或者減弱甚至消失。
目前狀態：
- 眾院執政聯盟總席次約六成三（293/465）

若加上日本維新會及國民民主黨則可大幅通過三分之二門檻(346/465)
- 參議院席次部分，自民黨加上公明黨尚差20席才達三分之二（146/248）。目前參議院席次日本維新會21席，国民民主党11席，4黨加總總席次可望越過三分之二門檻（177/248）

- 最後一關公民投票需要過半

- 如果要同時修憲多項，將按內容劃分不同的相關條款並分別由國會提議，公投根據個別修憲草案每人一票進行投票。投票年齡年滿18歲。

### 其他問題
由於本憲法是二戰以後才施行，因此存在是否有美國主導的問題。2016年12月7日，美國有線電視新聞網的一篇文章指出，日本憲法是“二戰後美國強加的”。

## 外部連結
- （日語）日本國憲法的誕生 （页面存档备份，存于） - 國立國會圖書館
- （日語）日本國憲法正本 （页面存档备份，存于） - 國立公文書館